# Ruta 931 (Costa Rica)
La Ruta 931, oficialmente Ruta Nacional Terciaria 931, es una ruta nacional de Costa Rica ubicada en la provincia de Guanacaste.

## Descripción
En la provincia de Guanacaste, la ruta atraviesa el cantón de Nicoya (el distrito de San Antonio), el cantón de Santa Cruz (los distritos de Santa Cruz, Diriá).